# 東京都市計画道路幹線街路補助線街路第54号線
東京都市計画道路幹線街路補助線街路第54号線（とうきょうとしけいかくどうろかんせんがいろほじょせんがいろだい54ごうせん）は、東京都渋谷区と世田谷区を東西に結ぶ計画の都市計画道路である。
「東京府施行都市計画道路工事」によれば、1939年（昭和14年）にはすでに「都市計画路線（東松原駅南の既成区間以西）」「東京府事業路線 未完成（東松原駅南の既成区間以東）」の指定となっている。

## 概説
環八通り千歳台交差点から、八幡山、赤堤、松原、代田、北沢（以上世田谷区）、上原、富ヶ谷（渋谷区）の各地区を通り（目黒区駒場にも面している）、山手通り東大裏交差点までを東西に結ぶことが計画されている。
1946年（昭和21年）に都市計画決定され、数回の計画変更を経て、2004年（平成16年）3月に東京都、特別区が定めた「区部における都市計画道路の整備方針」で、「優先整備路線」の一つとして、一部の区間が指定された。なお、当該区間の整備は区実施分とされた。
北側を通る甲州街道（国道20号）と南側を通る玉川通り（国道246号）の間の地域は、東西方向の幹線道路が乏しいが、補助54号線はこれを補完する役割がある。
八幡山地区の約1 km（東京都道118号調布経堂停車場線の一部）、松原駅付近の約700 m、東松原駅南の約150 m、三角橋交差点から山手通りまでの約1.2 km（航研通り）は概成となっているものの、その他の区間は未完成。特に、下北沢駅周辺の区間の建設には一部で反対運動も生じていたが、同駅の連続立体交差事業に関連して駅前広場へ接続する265 mの区間（下北沢1期）の事業が進められている（「下北沢」も参照のこと）。
2023年（令和5年）4月25日に、上祖師谷地区の一部区間（祖師谷公園付近）が東京都道118号調布経堂停車場線バイパスとして部分開通した。